# Paul Gérardy
Ne doit pas être confondu avec le poète et dramaturge français Paul Géraldy.
Paul Gérardy, né le 15 février 1870 à Maldingen, commune de Burg-Reuland (aujourd'hui en Belgique, mais alors dans le royaume de Prusse) et mort le 1er juin 1933 à Bruxelles, est un écrivain, un journaliste, un pamphlétaire et un poète symboliste belge d'expression française et allemande.

## Biographie

### Origines, formation et premières œuvres
Paul Gérardy, né en 1870 à Maldingen, commune de Burg-Reuland, alors située dans le royaume de Prusse, mais aujourd'hui en Région germanophone belge, est le fils de Michel Gérardy et d'Anne Derede. Orphelin à douze ans, il s'établit chez son oncle paternel, marchand de vins à Liège. Après avoir fréquenté le collège jésuite de Saint-Servais, puis un internat à Saint-Trond, il se destine à des études littéraires. En 1890 et 1891, il étudie durant deux candidatures en Philosophie et Lettres à l'Université de Liège, sans obtenir de diplôme. Cependant, à peine arrivé à Liège, il se met à la tête d'un mouvement de littérature et d'art et publie en 1892 sa première œuvre Chansons naïves et rejoint le cercle Georges, récemment fondé. La même année, il publie en qualité de directeur la revue Floréal qui fusionne, en 1894, avec Le Reveil de Gand, dont il est membre du comité de rédaction. Il publie en 1893 et 1894 Les Tablettes wallonnes, dans lesquelles il tente de diffuser la production artistique belge en Allemagne,.

### Entre Liège et Bruxelles
Sur le plan privé, en 1894, Paul Gérardy épouse Louise Delvoie, à Liège. Le couple effectue un voyage de noces de plusieurs mois en Allemagne, où ils sont rejoints par le poète allemand Stefan George et le peintre belge Richard Heintz. Étant né sujet allemand, Paul Gérardy écrit également dans la langue de Goethe. Le 21 avril 1895, il devient père d'un fils : Paul-Marie Gérardy (mort en 1974), né à Grivegnée en province de Liège. L'année suivante, son oncle et tuteur meurt, la famille Gérardy quitte Liège pour s'installer à Ixelles, aujourd'hui commune de Bruxelles. Trois autres enfants y naissent : Wilfried le 27 novembre 1896 et mort en 1917, Louise, née le 23 août 1898 et morte en 1976 et enfin, en mars 1900, Geneviève, morte en 1965.

### Voyages et pamphlet
En 1897, Paul Gérardy voyage en Allemagne, (en compagnie de Stefan George), puis en Italie et également en Autriche. En 1899, il devient directeur de la Gazette coloniale, afin de s'assurer une subsistance financière car le produit de ses écrits ne lui permet pas d'entretenir sa famille. Critique artistique, il contribue, en 1903, à faire connaître le peintre James Ensor. 
Il s'établit également à Ostende, Paris (en 1903) et Munich. Son pamphlet contre le roi Léopold II et sa politique coloniale lui vaut, en 1903, la censure, ainsi qu'une comparution aux assises du Brabant, mais il échappe à toute condamnation car personne ne réussit à prouver que Gérardy est l'auteur pamphlétaire.Gérardy, a également publié divers écrits sous le pseudonyme de « Tristan Maldange » et, en tant que témoin contemporain critique, a souvent offensé la société par ses opinions, a émigré en Grande-Bretagne avec sa famille au début de la Première Guerre mondiale. 

### Un retour littéraire difficile
Après la fin de la guerre, il revient à Bruxelles, mais ne parvient pas à renouer avec ses succès littéraires et sa situation économique reste précaire. Dès lors, Gérardy travaille principalement comme journaliste économique et fonde plusieurs magazines économiques et boursiers dans les années 1920. 
Paul Gérardy meurt à Bruxelles le 1er juin 1933, à l'âge de 63 ans.

## Postérité
Sa nécrologie, parue dans le Journal La Meuse, souligne : 
« Paul Gérardy fit de brillants débuts en littérature au début de ce siècle. Sa carrière d'écrivain et de journaliste fut assez mouvementée. Il écrivit un pamphlet, en 1903, contre le roi Léopold II qui fit assez de bruit. [...] À Liège, il fonda la revue Floréal [...] Il publia de délicats poèmes sous le titre « Roseaux ». Camille Mauclair a dit de lui que sa poésie contenait la mélancolie demi-souriante des ciels mouillés du pays wallon. »
Quelques jours plus tard, une nouvelle nécrologie paraît dans le même journal et met en exergue sa proximité avec des artistes belges écrivains, peintres ou sculpteurs :
« Il y avait deux hommes en lui : un poète qui ne méprisait pas la bohème romantique et un organisateur, un homme d'affaires qui publiait revues et journaux [...]. Vers 1890, il réunissait chez un groupe d'amis : Albert Thonnart, Charles Delchevalerie, Armand Rassenfosse, Edmond Glesener, Richard Heintz, Joseph Rulot, Auguste Donnay, et bien d'autres. Paul Gérardy fut pendant plusieurs années l'animateur de ce mouvement. Il publia Chansons naïves, Pages de Joie [...] Paul Gérardy avait l'âme d'un vrai poète. »
Selon Paul Delforge, Gérardy est un auteur assurément tourné vers Liège par son éducation en français et ses contacts littéraires, tout en entretenant d’intimes relations avec la culture allemande. Cette tension se manifeste également dans son œuvre qui le voit partagé entre son goût de poète symboliste verlainien et un esprit caustique qui se défoule dans des pamphlets mordants.

## Publications
Parmi les œuvres de Paul Gérardy, figurent, :
- 1892 : Chansons naïves, recueil de poésies ;
- 1893 : Pages de Joie, recueil de poésies ;
- 1898 : Roseaux, poésies ;
- 1903 : Le chinois tel qu'on le parle, lettre ouverte aux juges de mon pays, paru à Paris, Genonceaux ;
- 1903 : Les Carnets du Roi, une satire anonyme dirigée contre le roi Léopold II), publiée à Paris, Genonceaux, 1903. 292 p. Une nouvelle édition présentée et annotée par Anne Cornet, est publiée à Orléans, Regain de lecture, 2017. 256 p. ;
- 1904 : Le Grand Roi Patacake, un pamphlet anonyme dirigé contre l'empereur allemand Guillaume II, traduit à Vienne sous le titre Der Grosse Koenig Patacake ;
- 1917 : Une cité belge sur La Tamise, publié en Grande-Bretagne ;
- 1920 : Quatorze extraits du Bestiaire d'Hortensius, publié à Bruxelles.

## Hommages
En 1937, un comité se forme à Saint-Vith, afin de commémorer le souvenir de Paul Gérardy en apposant une plaque sur la façade de sa maison natale.
Un musée Paul Gérardy existe depuis 1986 à Burg-Reuland, en province de Liège et présente des objets personnels de l'écrivain. Une école de Burg-Reuland porte son nom.